# Бэринг, Фрэнсис, 6-й барон Нортбрук
Фрэнсис Томас Бэринг, 6-й барон Нортбрук (англ. Francis Thomas Baring, 6th Baron Northbrook; родился 21 февраля 1954) — британский пэр и консервативный политик.

## Биография
Родился 21 февраля 1954 года. Единственный сын Фрэнсиса Джона Бэринга, 5-го барона Нортбрука (1915—1990), и Ровены Маргарет Мэннинг, дочери бригадного генерала сэра Уильяма Генри Мэннинга. Фрэнсис Бэринг получил образование в Винчестерском колледже и получил степень бакалавра истории в Бристольском университете. С 1976 по 1980 год он прошел стажировку дипломированным бухгалтером в Dixon Wilson & Co. Затем он работал кредитным аналитиком в Baring Brothers & Co с 1981 по 1983 год. В 1983 году он перешел в отдел управления активами в Baring Investment Management в качестве инвестиционного аналитик с 1983 по 1985 год. С 1985 по 1989 год он работал в отделе по работе с частными клиентами в Baring Investment Management. Затем он стал старшим инвестиционным менеджером в Taylor Young Investment с 1990 по 1993 год и в Smith and Williamson Securities с 1993 по 1995 год. Затем он был соучредителем и директором отмеченной наградами Mars Asset Management с 1996 по 2006 год является одним из основателей Fortune Forum.
Лорд Нортбрук занял свое место в Палате лордов после смерти своего отца в 1990 году. Сейчас он является одним из 92 наследственных пэров, оставшихся в Палате лордов после принятия Закона о Палате лордов 1999 года. С тех пор он сопротивлялся дальнейшим реформам. лордов, внося поправки к законопроекту об отмене дополнительных выборов наследственных пэров, предложенному лордом Грокоттом в 2018 году. Лорд Нортбрук сидит на скамье консерваторов и был представителем оппозиции в Палате лордов с 1999 по 2000 год. Он говорит о казначейских, конституционных и сельскохозяйственных вопросах.
27 июня 1987 года лорд Нортбрук первым браком женился на Амелии Саре Элизабет Тейлор, дочери Реджинальда Дэвида Тейлора. У них три дочери, но они развелись в 2006 году. В 2013 году лорд Нортбрук женился вторым браком на Шарлотте Пайк, издателе и редакторе Almanach de Gotha.
- Достопочтенная Арабелла Констанс Элизабет Бэринг (род. 15 июня 1989)
- Достопочтенная Венеция Харриет Энн Бэринг (род. 19 апреля 1991)
- Достопочтенная Козима Эвелин Мод Бэринг (род. 30 августа 1994)

У барона Нортбрука нет наследника мужского пола. Его наследником в качестве баронета Бэринга из Ларкбира является его пятиюродный брат Питер Бэринг (род. 1939).
Дом лорда Нортбрука в Хэмпшире был уничтожен пожаром 4 декабря 2005 года. Сто пожарных прибыли на место происшествия (бассейн использовался как хранилище воды), пытаясь спасти личные вещи лорда Нортбрука. Некоторые произведения искусства были сохранены и позже проданы Хансу-Адаму II, принцу Лихтенштейна, в результате развода.
В настоящее время он является попечителем-основателем благотворительной организации Fortune Forum Charity, которая за первый год своего существования собрала более 1 миллиона фунтов стерлингов для благотворительных организаций по борьбе с глобальной бедностью, глобальным здоровьем и изменением климата, а экс-президент Билл Клинтон выступил в качестве приглашенного докладчика на своем первом мероприятии в 2006 году. Эл Гор, лауреат Нобелевской премии и бывший вице-президент США, выступили на их втором мероприятии в конце ноября 2007 года.
Он является членом консультативного совета Фонда Иман, целью которого является содействие диалогу для укрепления международного взаимопонимания и сосуществования посредством обмена идеями, людьми, культурой и религией.
Его основные увлечения — стрельба, крикет, рыбалка и катание на лыжах. Он член Королевского географического общества: его клубы — «Уайтс», «Праттс», «Бифштекс» и «Почтенная компания оружейников».